# Cora Mae Bryant
Cora Mae Bryant, nata Cora Mae Weaver (Oxford, 1º maggio 1926 – Oxford, 30 ottobre 2008), è stata una cantante e compositrice statunitense di blues. Era la figlia di un altro musicista blues americano, Curley Weaver. Nella sua carriera ha pubblicato due album da solista con l'etichetta Music Maker.
Parte della sua casa a Oxford, in Georgia, era considerata un "museo del blues". La sua musica derivava in gran parte dall'influenza di spettacoli improvvisati e feste in casa, alle quali partecipava anche suo padre, oltre a Blind Willie McTell, Buddy Moss e altri musicisti blues locali dei primi anni '30.

## Biografia
Figlia di Curley Weaver, iniziò a cantare all'età di sei anni nella New Bethel Baptist Church a Walnut Grove, in Georgia. Con suo padre spesso assente per spettacoli e sessioni di registrazione, fu cresciuta in parte da sua nonna, Savannah Shepard, che viveva ad Almon, in Georgia. Cora spesso trascorreva giorni e notti con sua nonna, che aveva sia un pianoforte che una chitarra e spesso li suonava e cantava per intrattenere la ragazza. Cora sosteneva che era lì dove suo padre aveva avuto all'inizio la sua intuizione musicale di base. Una volta disse: "Quando arrivava il weekend papà sarebbe dovuto venire a prendermi, non sapevamo la differenza tra notte e giorno".
Iniziò ad occuparsi di fritture di pesce e barbecue attorno al suo stato d'origine con suo padre e, attraverso questi contatti incontrò Buddy Moss, il non vedente Willie McTell ed altri, incluso il chitarrista non registrato Johnny Guthrie. Suonavano generalmente fuori per l'intrattenimento della gente del posto ed ebbe la sua educazione nel blues della Georgia. Più tardi trovò un impiego occasionale a 25 anni circa, con suo padre che raccoglieva cotone per vivere. Curley Weaver morì nel 1962.
Cora iniziò ad esibirsi da sola, anche se un ricercatore notò ironicamente che "Clyde Langford e Cora Mae Bryant, erano consanguinei rispettivamente di Lightnin' Hopkins e Curley Weaver, ma molto distanti da loro nel talento". Iniziò con lentezza ad essere una cantautrice, ma trovò il processo facile da realizzare. Lei dichiarò "Non prendo la matita e non le scrivo. Una canzone: ci siamo seduti lassù solo a parlare, io e mia nipote e le ho detto "Sì, se hai qualcosa in mente, faresti meglio a tirarlo fuori. E ho fatto una canzone di questo". Inoltre la conoscenza del dei primi blues ad Atlanta e in Georgia, fu in seguito utilizzata come fonte dagli storici musicali Peter B. Lowry e Bruce Bastin. La sua carriera discografica era in fase avanzata prima che l'album del 1997 di Dave Peabody, Down in Carolina, contenesse un'apparizione come ospite del sul suo brano scritto, "McTell, Moss, & Weaver".
Gradualmente divenne importante nella scena blues di Atlanta; esibendosi, organizzando i festival "Giving It Back" nella Northside Tavern della città per onorare i primi artisti blues e come frequente frequentatrice di programmi radiofonici blues locali. Inoltre la sua collezione di cimeli memorabili continuò ad espandersi: "...una piccola panca grigio pallido, sulla quale lei disse che il cieco Willie McTell era solito sedersi a suonare" fu donata al "museo" del, ospitato in una stanza laterale nella sua casa di Oxford. È stata oggetto di articoli sia nella rivista Living Blues nel febbraio 1998 sia in Music Makers nel 2002.
Nel 2001 Cora registrò il suo album di debutto, Born with the Blues, che fu pubblicato con l'aiuto dell'etichetta Music Maker. Nel luglio 2002 apparve al Mississippi Valley Blues Festival, accompagnata dal chitarrista Josh Jacobson, eseguendo canzoni dell'album Born with the Blues. La sua canzone You Was Born to Die era già apparsa sull'album della raccolta, fRoots 7 (1996), mentre It Was Weaver appariva su Soul Bag N°192 (2008). Ulteriori brani furono inclusi nella compilation di Music Maker, Sisters of the South (2003). Il suo secondo titolo, Born in Newton County, uscì lo stesso anno.
Nel 2005 Cora viveva a casa a Oxford quando ebbe un ictus. Mortì per cause naturali la mattina del 30 ottobre 2008, all'età di 82 anni.

## Eredità
Il pezzo del, Born to Die fu interpretato da Cerys Matthews alla BBC Radio 2 del Regno Unito ad aprile 2015. It Was Weaver fu trasmesso nel giugno 2014 su uno show NTS Radio presentato da Charlie Bones.

## Discografia
| Anno | Titolo                | Etichetta   |
| ---- | --------------------- | ----------- |
| 2001 | Born with the Blues   | Music Maker |
| 2003 | Born in Newton County | Music Maker |